# Systellonotus triguttatus
Systellonotus triguttatus is een wants uit de familie van de blindwantsen (Miridae). De soort werd het eerst wetenschappelijk beschreven door Carl Linnaeus in 1767.

## Uiterlijk
Het langwerpig gevormde mannetje is langvleugelig (macropteer) en kan ongeveer 4,5 mm lang worden. De vrouwtjes zijn kortvleugelig (brachypteer), ongeveer 3,5 mm lang en lijken heel veel op mieren, vooral op de wegmier (Lasius niger). De nimfen lijken ook heel sterk op mieren. Zowel het vrouwtje als het mannetje van de zwartbruine wants heeft zes witte vlekken die meestal zwart omzoomd zijn. De kop, het scutellum en het halsschild zijn zwart of heel donkerbruin. Van de zes vlekken zitten er twee voor het midden van de vleugels, totaan het gebied rondom het scutellum, twee kleintjes op het gebiedje rond het scutellum en twee boven het donkere uiteinde van het hoornachtige gedeelte van de voorvleugels (cuneus). De pootjes zijn geelbruin of donkerbruin, de antennes zijn grotendeels zwart. Het eerste segment en het begin van het tweede is lichter bruin, bij het vrouwtje is het begin van het derde segment ook licht.

## Leefwijze
De soort kent één enkele generatie per jaar en doorstaat de winter als eitje. De wantsen worden in mei volwassen en kunnen dan tot in september aangetroffen worden op tormentil (Potentilla erecta), struikhei (Calluna vulgaris), kruipwilg (Salix repens) en schapengras (Festuca ovina), waar ze zuigen aan zaden, knoppen en jonge plantdelen. Ze eten ook honingdauw, bladluizen, mierenpoppen, dode mieren en van gallen aan de kruipwilg bladeren. Ze leven ook op de bodem tussen de mieren , voornamelijk de soorten Formica fusca en Lasius niger.

## Leefgebied
In Nederland is de soort zeldzaam. De wantsen komen verder voor in het Palearctisch gebied, van Europa tot in Siberië.